# Tunç Hamarat
Tunç Hamarat (* 1. Dezember 1946 in Istanbul) ist ein österreichischer Schachspieler. Er war Weltmeister im Fernschach.

## Leben
Nach einem Studium der Physik in Ankara kam er 1972 nach Wien. Seit 1994 besitzt er die österreichische Staatsbürgerschaft.

## Fernschach
Seit 1963 spielt er Fernschach. 1997 verlieh ihm der Weltfernschachverband ICCF den Titel Großmeister im Fernschach. Bei der 14. Weltmeisterschaft kam er 2002 auf den 4. Platz.
Die 1999 begonnene und 2004 beendete 16. Weltmeisterschaft gewann er mit 12 Punkten aus 16 Partien. Zuvor hatte er in der 24. und 33. Europameisterschaft jeweils Platz fünf erreicht. Nach eigener Aussage hat er in seiner bisherigen Fernschachkarriere noch keine Partie mit den weißen Steinen verloren.

## Nahschach
Auch im Nahschach erreichte Hamarat eine beachtliche Spielstärke. Vor 1972 nahm er dreimal an der Meisterschaft der Türkei teil. Nach seiner Übersiedelung nach Österreich spielte er mit der Mannschaft des Schachclubs Mödling in der Staatsliga.

## Backgammon
Hamarat gilt auch als ausgezeichneter Backgammon-Spieler. 2003 erreichte er das Halbfinale der österreichischen Landesmeisterschaft.

## Privat
Hamarat arbeitete bei einem österreichischen Telekommunikations-Provider. Neben Schach ist Jazzmusik ein weiteres Hobby.